# Brazos Country, Texas
Brazos Country là một thành phố thuộc quận Austin, tiểu bang Texas, Hoa Kỳ. Năm 2010, dân số của xã này là 469 người.

## Dân số
- Dân số năm 2000: người.
- Dân số năm 2010: 469 người.